# دوميتيل كولاردي
دوميتيل كولاردي (بالإنجليزية: Domitille Collardey)‏ (مواليد 1981) رسامة كاريكاتير فرنسية ومصممة كتب هزلية. اشتهرت بتأسيسها مجموعة كاريكاتير Chicou-Chicou شيكو شيكو الجماعية مع أود بيكولت. تعيش بين باريس وبروكلين ، نيويورك.
وهي عضوة سابقة في استوديو رسام الكاريكاتير ، بيتزا آيلاند ، حيث عملت جنبًا إلى جنب مع رسامي الكاريكاتير كيت بيتون ، وليزا هانولت ، وميريديث غران .

## روابط خارجية
- الموقع الرسمي لدوميتيل كولاردي
- مشروع chicou-Chicou